# Роковая Лара
«Роковая Лара» (итал. Io, loro e Lara) — итальянский комедийный фильм 2009 года.

## Сюжет
Священник Карло Масколо после долгого отсутствия возвращается из Африки в Рим, где узнает о женитьбе своего отца с его сиделкой — молдаванкой Ольгой, что очень не нравится не только Карло, но и его сестре Беатрис и брату Луиджи. После того, как Ольга внезапно умирает, выясняется, что отец переписал всё своё имущество на её взрослую внебрачную дочь Лару. Вспыхивает скандал, Лара обещает вернуть все, но при этом ставит одно странное условие — семья Масколо должна поужинать с нею и её гостьей, на которую нужно произвести как можно лучшее впечатление…

## В ролях
- Карло Вердоне — падре Карло Масколо
- Лаура Кьятти — Лара Василеску
- Анна Бонаюто — Беатрис Масколо
- Анджела Финоккьяро — доктор Элиза Драги
- Марко Джаллини — Луиджи Масколо
- Серджио Фиорентини — Альберто Масколо
- Ольга Балан — Ольга Василеску

## Награды и номинации
Давид ди Донателло (2010)
- Номинация на лучшего актера второго плана (Марко Джаллини).
- Номинация на Premio David Giovani (Карло Вердоне).

Серебряная лента (2010)
- Лучший сюжет комедийного фильма (Карло Вердоне, Франческа Марчано, Паскаль Пластино).
- Номинация на лучший комедийный фильм (Карло Вердоне).
- Номинация на лучшего актера второго плана (Марко Джаллини).

Globo d’oro (2010)
- Лучший комедийный фильм (Карло Вердоне).

Ciak d’oro (2011)
- Номинация на лучшую актрису комедийного фильма (Лаура Кьятти).
- Номинация на лучшую актрису второго плана (Анна Бонаюто).

Bastia Italian Film Festival (2011)
- Номинация на Гран-при жюри (Карло Вердоне).

Golden Graals (2011)
- Номинация на лучшую актрису комедийного фильма (Лаура Кьятти).